# الكنيسة الكاثوليكية في صوماليلاند
صوماليلاند هي دولة غير معترف بها بحكم الواقع في شرق إفريقيا. لا يعترف الكرسي الرسولي ، تماشياً مع جميع الدول الأعضاء الأخرى في الأمم المتحدة ، باستقلال أرض الصومال او (صوماليلاند) ، ويفضل الحل السلمي للوحدة لكل الصومال . يوجد عدد قليل جدًا من المسيحيين الأصليين، وبسبب مكانتها غير المعترف بها، يوجد عدد قليل من المسيحيين المغتربين في البلاد أيضًا.

## خلفية

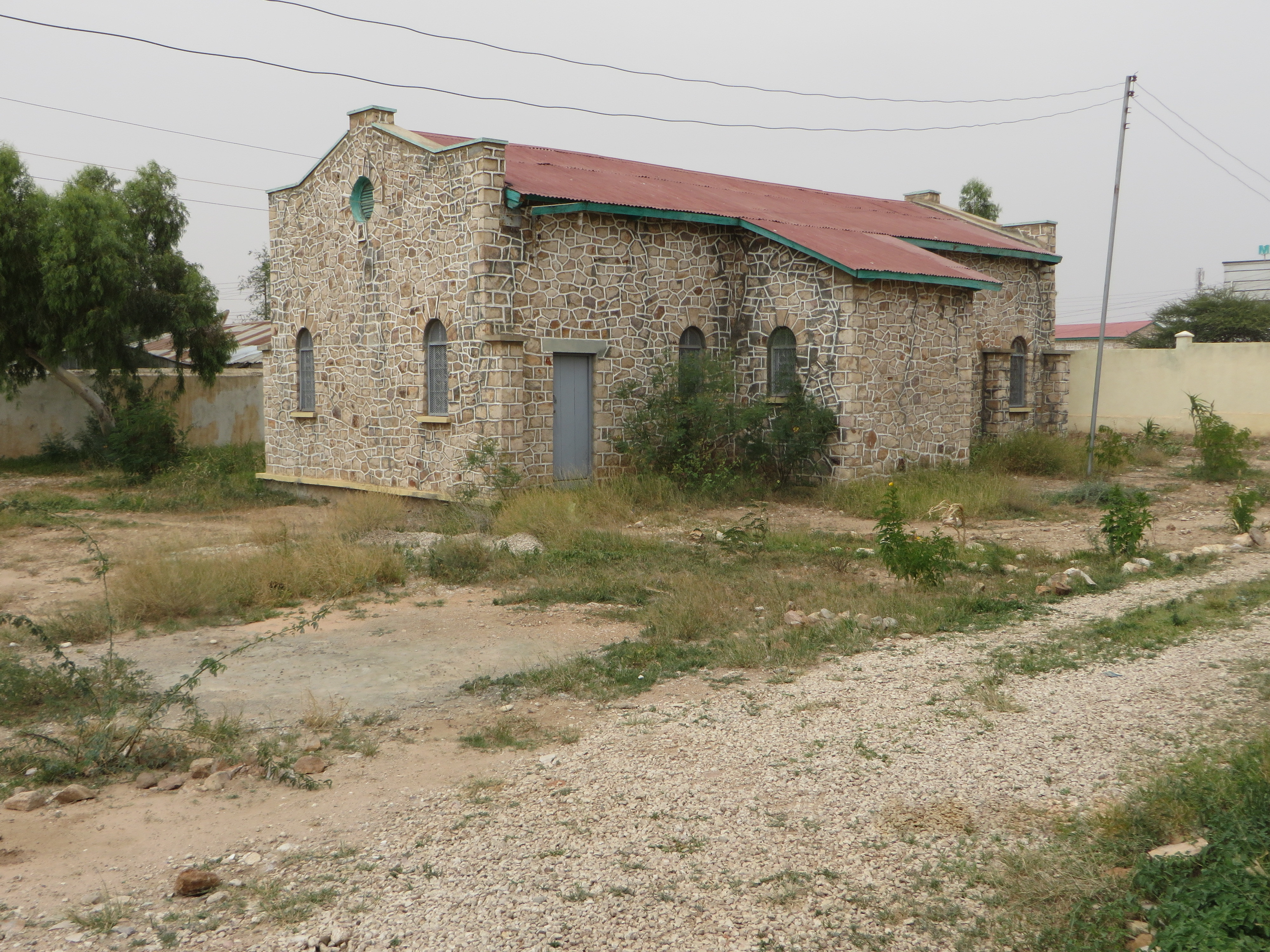
أغلقت الكنيسة الرومانية الكاثوليكية في عام 2017 ، هرجيسا ، صوماليلاند

بشكل صحيح لا توجد مسيحية في أرض الصومال أو ( صوماليلاند). المسيحيون القلائل، ربما مائة أو مائتان (في منطقة يزيد عدد سكانها عن 3500000 (تقديرات 2008) ، والتي يمكن حصرها بالفعل، أتوا من المدارس ودور الأيتام التابعة للبعثات الكاثوليكية في عدن وجيبوتي وبربرة . أقرب أبرشية عاملة هي أبرشية جيبوتي، شمال أرض الصومال، على الرغم من أنها تقع اسميًا تحت أبرشية مقديشيو . لا توجد كنيسة منظمة، بما في ذلك الكنيسة الكاثوليكية ، تعمل. إن دين أرض الصومال هو دين إسلامي بشكل ساحق.

## تاريخ
كان هناك نشاط تبشيري كاثوليكي في صوماليلاند ، ولكن منذ الحرب الأهلية الصومالية ، لم تعمل بعثات كاثوليكية. في الأيام الاستعمارية، كانت أرض الصومال البريطانية تحت رعاية النيابة الرسولية للجزيرة العربية ، مثل نواب الرسول من غالاس (بما في ذلك أرض الصومال الفرنسية بالإضافة إلى أراضيها الرئيسية الإثيوبية ) إلى رهبنة الإخوة الأصاغر كابوشين . في حين أن إثيوبيا لديها الكنيسة الأرثوذكسية الإثيوبية القديمة والمسيحية الأصلية منذ ما يقرب من 1800 عام، لم يغير الصوماليون العرقيون بأعداد كبيرة. تركزت الجهود لتوسيع الكنيسة في جنوب الصومال حيث كان المستعمرون الإيطاليون يهاجرون. تُركت أرض الصومال البريطانية بشكل عام لكنيسة إنجلترا ، التي لم تمنح الأولوية للمحمية الصغيرة. الصومال الإيطالي تم فصل في عام 1904 من النيابة الرسولية زنجبار، التي اقيمت في الرسولية محافظة من بنادير، وعهد بها إلى القديم سام الثالوث الأقدس أو التثليث .